# Červený Újezd (ort i Tjeckien, lat 49,56, long 14,60)
Červený Újezd är en ort i Tjeckien.   Den ligger i regionen Mellersta Böhmen, i den centrala delen av landet, 60 km söder om huvudstaden Prag. Červený Újezd ligger 595 meter över havet och antalet invånare är 298.
Terrängen runt Červený Újezd är platt åt sydost, men åt nordväst är den kuperad. Runt Červený Újezd är det ganska glesbefolkat, med 29 invånare per kvadratkilometer. Närmaste större samhälle är Tábor, 16,1 km söder om Červený Újezd. Omgivningarna runt Červený Újezd är en mosaik av jordbruksmark och naturlig växtlighet.